# HD 202149
HD 202149，又名BD-11 5553，SAO 164240、HR 8118，是一颗恒星，视星等为6.77，位于銀經39.92，銀緯-36.48，其B1900.0坐标为赤經21h 8m 52.1s，赤緯-11° -36.48′ 7″。